# Commiphora cervifolia
Commiphora cervifolia är en tvåhjärtbladig växtart som beskrevs av Van der Walt. Commiphora cervifolia ingår i släktet Commiphora och familjen Burseraceae. Inga underarter finns listade i Catalogue of Life.